# Palček

Pálček (ponekod po Sloveniji imenovan tudi palečnjak, ninek, nendljek, na Pohorju pa tudi rabas) lahko v pravljicah označuje zelo majhno moškemu podobno bradato bitje ali pa zelo mala, kot palec velika bitja. V slovenskih sodobnih delih, vse od 19. stoletja dalje, so palčki v nasprotju s škrati običajno dobronamerna bitja, ki drugim nudijo zatočišče ali pa v primeru kipcev vrtnih palčkov prinašajo srečo vrtnarjem.
Najbolj znane pravljice o palčkih so Sneguljčica in sedem palčkov (brata Grimm), Palček (brata Grimm), Palčica (H. C. Andersen) in druge.

## Etimologija
Beseda »Palček« oz. v ženski obliki »Palčica« je bila v slovenščini prvič zapisana v Pleteršnikovem slovarju (1894/1895) in je izpeljanka iz besede »palec«. Je dobesedni prevod nemškega Däumling oz. ženske oblike Däumelinchen, ki je prav tako izpeljanka iz nemškega Daumen oz. »palec«.

## Palčki v fantazijski fikciji

### Samostojna dela
- Palček, brata Grimm
- Palčica, H. C. Andersen
- Sneguljčica in sedem palčkov, brata Grimm
- Sinček palček
- Palček v čedri
- Korenčkov Palček
- Palček Smuk, risana serija

### Liki v sklopu drugih zgodb
- Gimli (Tolkien: Gospodar prstanov)